# Castello di Nazzano
Il Castello di Nazzano è una fortificazione situata a Nazzano di Rivanazzano Terme, in provincia di Pavia. L'edificio è posto a 350 m s.l.m. sull'altura che sovrasta il borgo di Nazzano, si trova nell'Oltrepò Pavese, sul colle dominante lo sbocco in pianura della valle Staffora. Con la Rocca di Montalfeo, che si trova poco distante sulla sponda sinistra dello Staffora, controllavano il transito sulla via del sale lombarda e l'accesso al mare.

## Storia
La costruzione risale all'XI secolo, anche se alcuni documenti tendono ad avvalorare la tesi che esistesse in luogo una fortificazione già prima del Mille. Era stato assegnato ai Malaspina, signori della vallata, nel 1164 da Federico I, ma già nel 1191 il successore Enrico VI lo aggiunse ai domini pavesi dell'Oltrepò, sotto i quali fu sede di podesteria. Fu, dal XIII fino all'inizio del XV secolo, signoria dei Sannazzaro, maggiori feudatari guelfi dell'Oltrepò, sempre in lotta con i Beccaria; in questo periodo Nazzano fu quasi sempre in dissidio con la vicina Voghera. Successivamente passò ai Pusterla. Nel 1360 fu potenziato da Gian Galeazzo Visconti, che ne riconobbe immediatamente la strategica posizione, ai suoi piedi transitava la via del sale lombarda, percorsa da colonne di muli che passando per la valle Staffora raggiungevano Genova attraverso il passo del Giovà e il monte Antola. Nel 1613 passò ai conti pavesi Mezzabarba, nel 1712 l'edificio fu venduto ai marchesi Roverato.

## Struttura
Il castello, costruito in laterizio, è costituito da un corpo principale a base rettangolare, una specie di "rocchetta", con addossata un'alta torre merlata a pianta quadrata. La caratteristica della facciata è un grande archivolto ogivale a fondo cieco che contiene l'ingresso e una grande finestra anch'essa ogivale, un motivo insolito in area lombarda. Fu completamente restaurato nel 1905 con il gusto neocastellano dell'epoca, modificando molti particolari e regolarizzando la muratura, dai marchesi Roverato, i cui eredi sono tuttora in possesso dell'edificio.

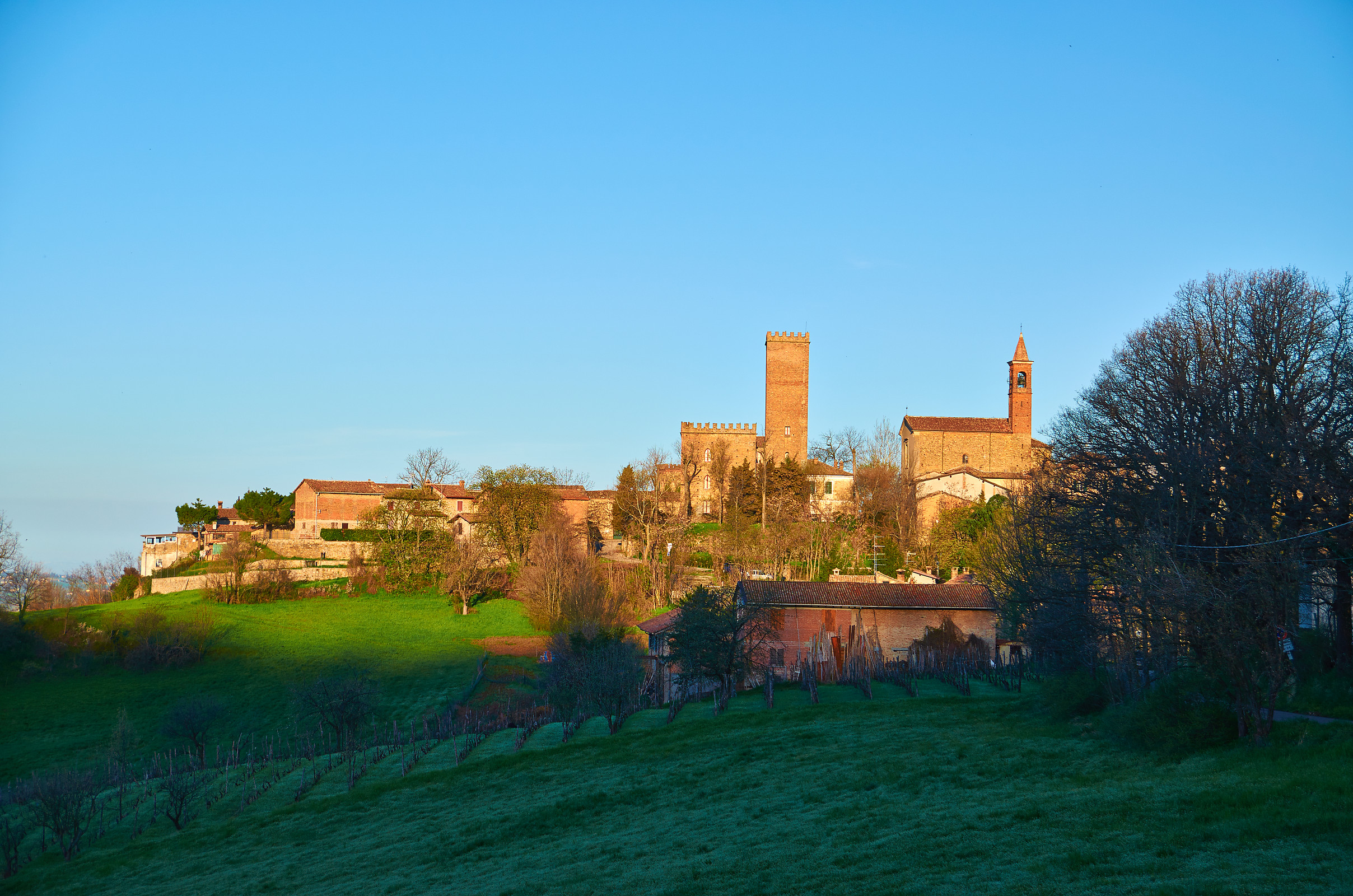
Panorama di Nazzano col castello